# 科隆博山
76°31′S 144°44′W / 76.517°S 144.733°W
科隆博山（英語：Mount Colombo）是南極洲的山峰，位於瑪麗伯德地，處於理查森山以北6公里，屬於福特山脈的一部分，在1929年12月5日由美國探險隊發現，現時由南極條約體系管理。